# Томие
Томие (јап. 富江) јесте хорор манга шоџо серија коју је написао и нацртао Џунџи Ито. Томие је Итово прво објављено дело које је првобитно излазило у шоџо часопису Monthly Halloween 1987. године. За ову мангу Ито је добио награду „Казуо Умезу”.
Манга је прилагођена у играну филмску серију анталогијскога карактера од девет наставака. Први филм је изашао 1999. године. Године 2019, телевизијска серија на захтев била је у развоју за платформу „Квиби”, али је доцније тај план пропао.
У Србији, издавачка кућа Дарквуд је 2022. године превела наслов на српски језик.

## Радња
Главни лик манге је Томие Каваками, тајанствена лепотица црне косе са младежом испод левог ока. Она је налик сукуби; има моћ да заведе сваког мушкарца. Тера их да полуде од љубоморе, да постану агресивни и убијају једни друге. Такође доводи жене до лудила, али неке могу да јој одоле. 
Томие је више пута убијена, али је наизглед бесмртна и упорно се враћа у живот, настављјући да шири своју клетву. Порекло јој је непознато, али се зна да је много старија него што изгледа.

## Франшиза

### Манга
Мангу Томие написао је и илустровао Џунџи Ито. Објављивала се од 1987. до 2000. године у манга ревији Monthly Halloween издавачке куће Асахи Сонорама. Године 1996., дотадашња поглавља сакупљена су у један танкобон, под називом Томие но кјофу гака (富江の恐怖 画家, дос. „Страшна Томие: Уметник“). Наредне године, поглавља су сакупљена у два тома, као део збирке Џунџи Ито – хорор комик колекција. Касније су та два тома спојена и објављена као Томие Зен (富江 (全)).
Наставак манге, оригинално објављиван у часопису Немуки као Атараши Томие (新しい富江, дос. „Нова Томие“), марта 2001. године сакупљен је у један том под називом Томие опет: Томие део трећи.
Манга је касније опет издата, са свим поглављима спакованим у два тома и као део колекције Џунџи Ито – музеј хорора. Јапанска издавачка кућа је потом 2011. године ставила ова два тома у збирку Џунџи Ито – колекција ремек-дела.
У Србији, издавачка кућа Дарквуд је 2022. године превела Томие, пратећи редослед поглавља из колекције Џунџи Ито – музеј хорора, расподеливши их у три тома. Први је изашао 30. јуна, а последњи 2. септембра 2022. године.

### Филмска серија
Манга је адаптирана у филмску серију, са тренутно девет наставака. Сваки филм, осим првог и Tomie: Beginning, прича је за себе; пратећи једну Томијину копију која је настала од њених ћелија. 
Први филм дели наслов манге, и премијерно је приказан 6. октобра 1998. године. Главну улогу тумачи Михо Кано, коју је Џунџи Ито лично изабрао да представи лик Томие.
Други филм се испрва емитовао као троделна ТВ драма. Оригинални назив, Tomie: Fearsome Beauty, промењен је у Tomie: Another Face када су епизоде спојене у један дугометражни филм, 26. децембра 1999. године. Лик Томие у овој адаптацији тумачи Руна Нагај.
Трећи филм, , изашао је 11. фебруара 2000. године, заједно са филмском адаптацијом Узумакија, још једне Итове манге. Лик Томие тумачи Мај Хошо, и прича адаптира поглавље „Подрум“.
Четврти филм, , приказан је 24. марта 2001. године. Лик Томие тумачи Мики Сакај.
Пети филм, Tomie: The Final Chapter – Forbidden Fruit, или само Tomie: Forbidden Fruit, премијерно је приказан 29. јуна 2002. године. Прича прати усамљену средњошколку звану Томие Хашимото (Аои Мијазаки), која једног дана упознаје мистериозну девојку истога имена (Нозоми Андо). 
Шести филм, , изашао је 9. априла 2005. године, и намењен је као преднаставак првом филму. Лик Томие у овој адаптацији тумачи Рио Мацумото.
Седми филм, , изашао је недуго након претходног, 16. априла 2005. године. Филм адаптира поглавље „Освета,“ и лик Томие тумачи Анри Барн.
Осми филм, , приказан је 17. новембра 2007. године, и адаптира поглавље „Окупљање“. Лик Томие у овој адаптацији тумачи Ју Абиру.
Девети и тренутно последњи филм, , изашао је 14. маја 2011. године. Лик Томие тумачи Мију Накамура, с тим да се све претходне глумице такође појављују у филму.

### Аниме
Манга је у склопу Колекције Џунџија Ита адаптирана у две оригиналне видео анимације које су емитоване 27. априла и 25. маја 2018. године. 

### Играна серија
Александре Ажа и стриминг платформа „Квиби” су јула 2019. године најавили да ће адаптирати мангу у играну серију. Квиби је, међутим, наредне године угашен, те је продукција серијала заустављена.